# 李山花
李山花（？—555年），南北朝南梁人，民变领袖。
北齐文宣帝高洋天保六年（555年），梁反人李山花自称天子，举兵进攻鲁山城。五月乙酉，镇城李仲侃将李山花击斩。